# Закидывание сети (картина)
«Заки́дывание сети́» (фр. Le Lancement du filet) — картина французской художницы Сюзанны Валадон, написанная в 1914 году. Находится в коллекции Музея изобразительного искусства в Нанси (Франция).

## История
Картина была написана Сюзанной Валадон в 1914 году и выставлялась с 1 марта 1914 года по 30 апреля того же года в Салоне Независимых. Её сын художник Морис Утрилло выставил там три пейзажа; её возлюбленный Андре Ютте также представил несколько работ. Во время этой выставки полотно не осталось незамеченным по своим размерам и подверглось некоторой критике. Швейцарский писатель и художник Артюр Краван (известный своей склонностью к скандальному эпатажу) подверг картину и саму художницу яростной критике: «[она] хорошо знает всякие приёмчики, но упрощать не значит делать по-простому, старая сука!». Его осудили за клевету, и позднее он написал: «Вопреки моему утверждению, мадам Сюзанна Валадон — сама добродетель».
Работа приобретена у мадам Виньерон, получившей её от самой художницы. Полотно было приобретено Национальным музеем современного искусства в Париже в 1937 году, а в 1998 году — передано на хранение в Музей изобразительного искусства Нанси.

## Описание
Валадон была увлечена молодым художником Андре Ютте, другом её сына, который был на 25 лет моложе её и стал её любовником. В 1914 году, когда была написана картина, они поженились. Именно Ютте изображён на полотне. Обнажённый мужчина в трёх разных позах воспроизводит один и тот же жест в каждой из них. Он воплощает молодость; полотно подчёркивает силу модели, поводом для демонстрации которой становится сцена переноски сети. Сеть фактически служит предлогом для изображения тела, напряжённого от усилий. В первых двух позах мужчина опирается на левую ногу. Атлетическое тело модели ещё больше усиливает эротический характер композиции.
Полотно представляет классическую композицию на академическую тему и имеет геометрическую конструкцию. Этот этюд движения напоминает картину 1910 года Анри Матисса «Танец» (Эрмитаж, Санкт-Петербург). Розовая гора и голубое озеро были вдохновлены пребыванием художницы на Корсике и напоминают тона Сезанна.
Художница использует абрис, чётко очерчивая силуэт модели в пространстве, — техника, которую ранее использовали Энгр, Дега и Тулуз-Лотрек. Цвета картины тёплые и чувственные.
Это последняя работа Валадон с обнажённым мужчиной. Впоследствии она стала больше интересоваться женской и детской обнажённой натурой. Сюзанна Валадон воспринимается как символ раскрепощённой, активной женщины, изображающей мужчину как объект желания. Она порывает с буржуазными условностями того времени, выйдя замуж за более молодого мужчину и изображая в своих работах обнажённую натуру.